# Kepler-37
Kepler-37 (KOI-245) — звезда в созвездии Лиры, возле которой с помощью космического телескопа «Кеплер» была обнаружена планетная система, состоящая минимум из трёх планет. Находится на расстоянии 215 св. лет от Солнца.

## Характеристики
Kepler-37 представляет собой жёлтый карлик, немного более тусклый и холодный, чем Солнце, имеющий возраст около 6 миллиардов лет. Масса звезды равна 0,8 солнечной, радиус — 0,77 радиуса Солнца, а количество тяжёлых элементов в её составе почти вдвое меньше, чем на Солнце. Температура фотосферы звезды составляет приблизительно 5417 K. Параметры Kepler-37 со столь высокой точностью были получены благодаря методам астросейсмологии.

## Открытие
Планеты Kepler-37 были обнаружены транзитным методом в данных космического телескопа «Кеплер». Официально об открытии было объявлено общественности в феврале 2013 в журнале «Nature». Наземные наблюдения помогли исключить все другие астрономические явления, которые могли бы имитировать планетарные транзиты с вероятностями ошибки <0,05 % (3σ) для каждой потенциальной планеты. Дополнительно, с помощью компьютерного моделирования было показано, что предложенная планетарная конфигурация является устойчивой.

## Планетная система
Чрезвычайно низкая активность звезды Kepler-37 и её относительная яркость (менее 10 видимой звёздной величины) позволили обнаружить транзиты планеты, уступающей по размеру даже Меркурию. Эта планета, получившая название Kepler-37 b, на момент открытия (февраль 2013 года) является самой маленькой из всех известных экзопланет — при диаметре 0,303 земного (3865 км) она только на 11 % крупнее нашей Луны. Планета совершает один оборот вокруг родительской звезды за 13,37 суток на расстоянии 0,1 а.е. и, как полагают, является слишком горячей и маленькой для того, чтобы она могла удержать атмосферу и воду.
Две другие подтверждённые планеты расположены дальше от звезды и крупнее по размеру: Kepler-37 c имеет размер три четверти земного и вращается с периодом 21,30 суток; Kepler-37 d вдвое больше Земли и, возможно, в своём составе содержит водород, гелий и воду, скорее всего это мининептун. Измерение лучевой скорости звезды с помощью спектрографа HIRES накладывает предел на массу Kepler-37 d — не более 32 масс Земли.
Периоды всех трёх планет соотносятся друг к дугу как 5:8:15.
Кроме трёх подтверждённых планет в системе присутствует ещё одна транзитная, но пока неподтверждённая планета (её характеристики также указаны в Таблице).
Таблица некоторых характеристик планет системы Kepler-37:
| Планета             | Масса (M⊕) | Радиус (R⊕) | Период обращения (дней) | Большая полуось орбиты (а.е.) | Эксцентриситет орбиты | Равновесная температура (K) |
| ------------------- | ---------- | ----------- | ----------------------- | ----------------------------- | --------------------- | --------------------------- |
| b                   | -          | 0,303       | 13,367                  | 0,100                         | -                     | 700                         |
| c                   | -          | 0,742       | 21,302                  | 0,137                         | -                     | 560                         |
| d                   | -          | 1,99        | 39,792                  | 0,208                         | -                     | 460                         |
| e (не подтверждена) | -          | -           | 51,199                  | 0,246                         | -                     | 400                         |

Равновесная температура для планет в таблице указана исходя из расчёта геометрического альбедо равного 0,3.